# Imbituba

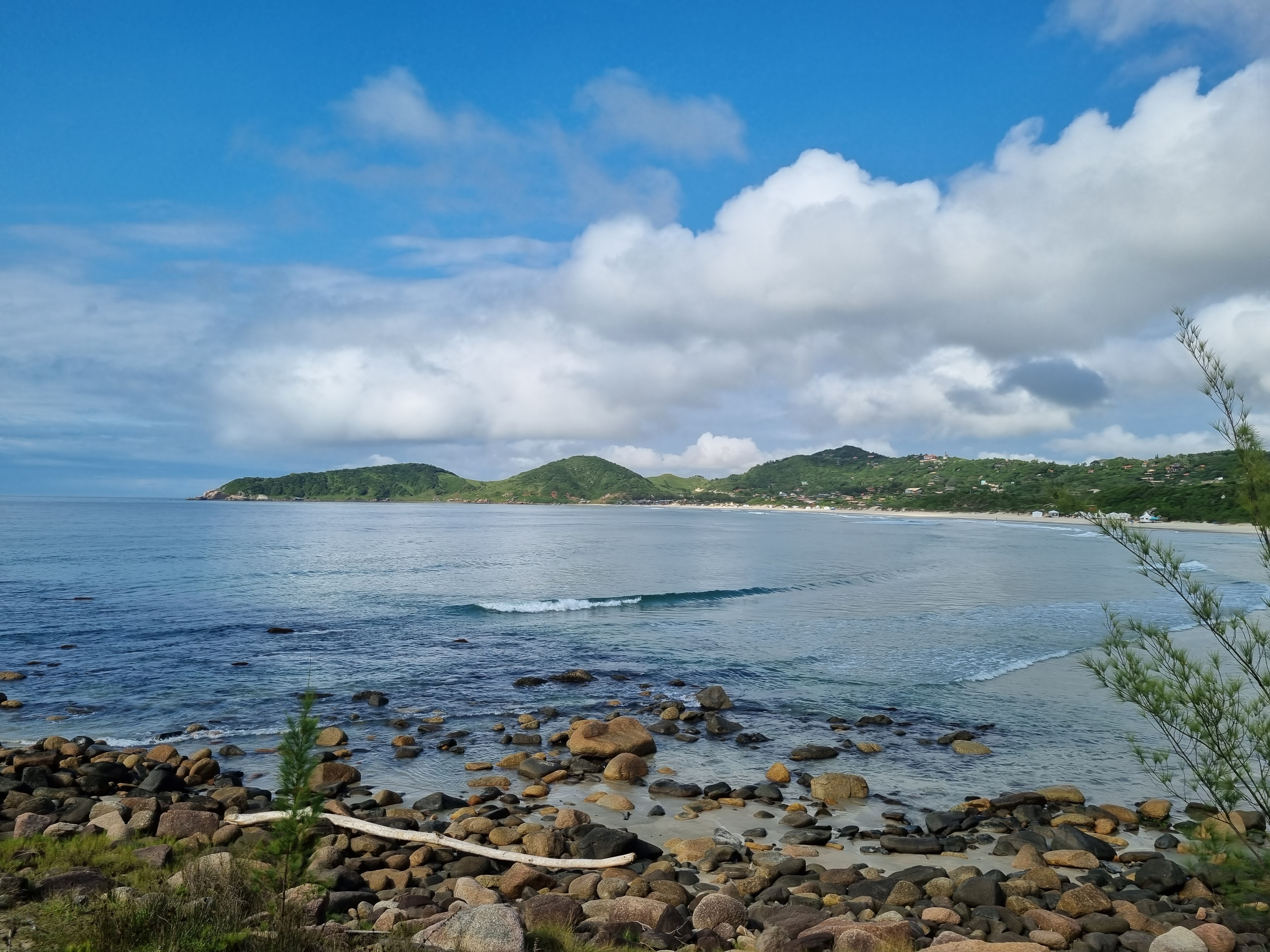
Praia do Rosa

Imbituba es un municipio brasileño situado en el estado de Santa Catarina. Según el censo de 2022, tiene una población de 52 581 habitantes.
Considerado la capital nacional de la ballena franca, recibe cada vez más turistas. El municipio está poco urbanizado y la población se encuentra dispersa en los distritos de Mirim y Vila Nova y en la sede.
Entre sus playas se destacan la Praia do Rosa y la Praia da Villa, que fue sede de la etapa brasileña del circuito del Campeonato Mundial de Surf de 2003 a 2010.

## Historia
Cuando llegaron los portugueses, la zona costera estaba poblada por los indios carijós. En 1622 arribaron misioneros para catequizar a los indígenas, pero debieron abandonar la zona dos años después por órdenes de sus superiores.

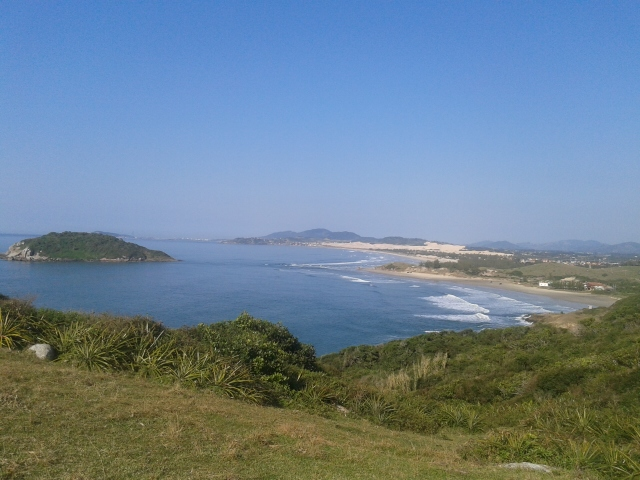
Barra de Ibiraquera

Un reducido número de colonos se estableció en 1675, pero el inicio del poblamiento de Imbituba se dio en 1715, a partir de la llegada del Capitán Manoel Gonçalves de Aguiar, que, por orden del Gobernador de Río de Janeiro, realizaba un viaje de inspección de las colonias del sur de Brasil.
En 1720 llegó una expedición de colonos portugueses que provenían de las islas Azores y de Madeira.
Entre 1796 y 1829 funcionó un establecimiento para la pesca de ballenas, denominado "Armação de Imbituba".
El municipio fue creado en 1923, pero disuelto en 1930. En octubre de 1949 la Asamblea Legislativa de Santa Catarina cambió el nombre de "Imbituba" por el de "Henrique Lage" y el 21 de junio de 1958 se produjo su segunda emancipación como municipio. El 6 de octubre de 1959, pasó a llamarse nuevamente "Imbituba".